# コハクノアカリ
コハクノアカリは、日本のバンド。Vo.fumiの綿毛のように優しく繊細な歌声、ヴァイオリンを擁する編成から生み出される柔らかなサウンドが特徴的。

## 来歴
2014年4月12日、ボーカルのfumi、全楽曲の作詞作曲を務める中村歩、ミックスマスタリング及び編曲の舵取りを務める菊池博人を中心に結成。
バンド名は台湾のランタン祭りの美しい情景を抽象的に表現した造語である。
都内でのライブ活動、プロモーション活動を経て2016年11月19日に初のワンマンライブ『ノスタルジアに会いにゆく』をソールドアウト。同時期に初の東名阪ツアーを行い地方にも活動の幅を拡げる。
2017年夏には自身初の野外フェス『いわむロックフェスティバル』に出演。
2018年2月18日にはバンド史上最大規模となる初のホールワンマン『革命に花束を』を 渋谷マウントレーニアホールにて成功させる。  
2019年4月、自身4作目となる最新アルバム『君は僕の春だった』リリース。さらに同年11月9日(土)には自身2度目となるホールワンマン『5つ星コンツェルト』開催を発表する。
2025年7月21日 コハクノアカリ自主企画『満月の下で逢いましょうVol.6』 にて活動を再開。

## メンバー
- fumi（フミ）

ボーカル担当。静岡県出身。絹のように繊細で、綿毛のように優しい唯一無二の歌声が特徴的。デザイナーとしての一面も持ち、バンドのグッズ・フライヤー等のデザインも手掛けている。
- 中村歩（なかむら あゆむ）

ギター・コーラス担当。新潟県出身。コハクノアカリ全楽曲の作詞作曲を手掛けるリーダー。作曲家として音楽事務所HOVERBOARD,Inc.に所属し、AKB48、小柳ルミ子、ラブライブ!シリーズ等、様々なアイドル、アーティストの楽曲を手掛ける。
- 菊池博人（きくち ひろと、1992年9月23日（32歳） - ）

キーボード担当。福岡県出身。作曲家・編曲家としてHOVERBOARD,Inc.に所属し、乃木坂46、KAT-TUN、ラブライブ!シリーズ等の楽曲を手掛ける。
- 聡

　　ドラム担当。2018年に脱退したが2025年、コハクノアカリの活動再開とともに再加入した。西聖として小説の執筆も行っている。
- 楠田秀平（くすだ しゅうへい）

ベース担当。滋賀県出身。2017年10月よりサポートメンバーを経て正式加入。カメラマンとしての一面も持ち、他アーティストのアーティスト写真撮影やMV製作等も手掛ける。

## サポートメンバー
- mako（Violin）
- 乙坂ひかる（Violin）

## ディスコグラフィー

### アルバム
|     | 発売日         | タイトル               | 収録曲 | 備考 |
| --- | -------------- | ---------------------- | --- | ---- |
| 1st | 2014年7月31日  | bouquet (ブーケ)       | 全6曲 1. instrumental 2. 葉月の町 3. 雨のワルツ 4. なんてね。 5. 春の魔法 6. 遊園地は真夜中                                        |      |
| 2nd | 2015年10月10日 | Love is fantasy        | 全7曲 1. fantasy 2. 潜水-inst- 3. 愛の底 4. 土曜日の憂鬱 5. さよならバスルーム 6. プロローグ-inst- 7. 希望の詩                     |      |
| 3rd | 2017年7月14日  | ファンファーレが響く頃 | 全8曲 1. opening 2. パレードがやってくる 3. ノスタルジアに会いにゆく 4. 前髪 5. salvage -inst- 6. 通信 7. トハイエブルー 8. ending |      |
| 4th | 2019年4月29日  | 君は僕の春だった       | 全6曲 1. Past(inst) 2. ブレーメン 3. 君は僕の春だった 4. 私と引力 5. 午前零時の流星群 6. ハローグッバイ                            |      |

## ミュージックビデオ
| 公開          | 曲名                         |
| 2014年6月24日 | 「葉月の町」                 |
| 2014年7月24日 | 「春の魔法」                 |
| 2015年9月18日 | 「愛の底」                   |
| 2015年9月27日 | 「fantasy」                  |
| 2016年9月13日 | 「ノスタルジアに会いにゆく」 |
| 2017年3月6日  | 「パレードがやってくる」     |
| 2017年7月1日  | 「トハイエブルー」           |
| 2019年3月8日  | 「ハローグッバイ」           |
| 2019年4月3日  | 「ブレーメン」               |
| 2019年4月13日 | 「君は僕の春だった」         |

## 主な楽曲提供実績

### 中村歩
AKB48
- 「Wonderland」作曲編曲（菊池博人と共作）

SKE48
- 「片想いフォーエバー」作曲編曲（菊池博人と共作）

NMB48
- 「がんばらぬわい」作曲編曲（野口大志と共作）

HKT48
- 「キスの花びら」作曲編曲（菊池博人と共作）

STU48
- 「好きになれただけで幸せだ」作曲編曲（TETTAと共作）

≠ME
- 「はにかみショート」作曲（野口大志と共作）

≒JOY
- 「スイートシックスティーン」作曲編曲（菊池博人と共作）
- 「だだだ、だって。」作曲編曲（齋藤奏太と共作）

小柳ルミ子
- 「深夜零時、乱れ心」作詞作曲編曲（遠藤ナオキと共作）

遊助
- 「百花繚乱」作詞作曲編曲（菊池博人と共作）

ラブライブ!サンシャイン!!(Aqours)
- 「Party! Party! PaPaPaParty!」作曲編曲（菊池博人と共作）
- 「Love Spiral Tower」桜内梨子（CV.逢田梨香子）作曲編曲(菊池博人と共作)

ラブライブ!虹ヶ咲学園スクールアイドル同好会
- 「夢がここからはじまるよ」作曲編曲（野口大志と共作）
- 「決意の光」三船栞子（CV.小泉萌香）　作詞作曲編曲（菊池博人と共作）
- 「翠いカナリア」三船栞子（CV.小泉萌香）　作詞（鈴木エレカ、JOEと共作）
- 「Fuwa Fuwa アワー！」QU4RTZ　作詞作曲編曲（菊池博人と共作）
- 「Waku Waku! Monday Morning」作詞作曲編曲（菊池博人と共作）
- 「小悪魔LOVE♡」桜坂しずく（CV.前田佳織里）作詞作曲編曲（菊池博人と共作）
- 「Request for U」宮下愛（CV.村上奈津実）作詞作曲編曲（菊池博人と共作）

ヴァンゆん
- 「ラ・ラ・ランデヴー!」作詞（ヴァンゆん、Ryota Saitoと共作）、作曲編曲（菊池博人と共作）

パパラピーズ
- 「D.I.Y」作詞作曲編曲（菊池博人と共作）

むくえな
- 「エキストラ」作詞(むくえな、菊池博人と共作)、作曲編曲（菊池博人と共作）

増田俊樹
- 「日常」作詞作曲編曲（菊池博人と共作）

石原夏織
- 「Diorama-Drama」作曲(TETTAと共作)

Girls²
- 「Party Time!」作詞作曲編曲(菊池博人と共作)

Lucky²
- 「ラキラキLOVE!」作詞作曲編曲(菊池博人と共作)

MACO
- 「春一番」作曲編曲(菊池博人と共作)

Task have Fun
- 「my Buddy!!!」作詞作曲編曲(菊池博人と共作)

Tr!c trac
- 「約束の心」作詞作曲編曲(菊池博人と共作)

ZILLION
- 「Timeless」作詞作曲編曲(菊池博人と共作)

はんぶんこ
- 「Metamorphose(Another Mix)」作曲編曲（菊池博人と共作）
- 「Venus」作曲編曲（菊池博人と共作）
- 「二重星のワルツ」作曲編曲（吉村隆行と共作）
- 「世界は青色だった」作曲編曲（菊池博人と共作）
- 「Overtake」作曲編曲（菊池博人と共作）
- 「Cinderella」作曲編曲（菊池博人と共作）
- 「It’s Show Time!!」作曲編曲（吉村隆行と共作）
- 「月夜に願いを」作曲編曲（菊池博人と共作）
- 「Overtake(2022 Remix)」作曲（菊池博人と共作）
- 「月夜に願いをfeat. 藤井マリー」作詞作曲編曲（菊池博人と共作）

RiO
- 「Merry Merry X’mas!!」作曲
- 「愛の忘れかた」作曲編曲（TETTAと共作）
- 「朝焼けに帆をあげて」作曲編曲（遠藤ナオキと共作）
- 「明くる日、朝焼けに帆をあげて」作詞作曲編曲（遠藤ナオキと共作）
- 「Luminous」作曲編曲（菊池博人と共作）
- 「WonderLand」作曲編曲（菊池博人と共作）

MY♥MILKY♥WAY
- 「最愛公約」作曲編曲(ふるっぺと共作)

Kicco
- 「君想う、雨」作詞作曲

BOYS AND MEN 研究生
- 「Alright!!」作詞作曲編曲（菊池博人と共作）

ANFiNY
- 「遠く離れていても」作詞作曲編曲（Nobuaki Tanaka・PA-NONと共作）

### 菊池博人
乃木坂46
- 「さゆりんご募集中 」作曲編曲（浦島健太と共作）
- 「じゃあね。 」編曲

AKB48
- 「Wonderland」作曲編曲（中村歩と共作）

SKE48
- 「片想いフォーエバー」作曲編曲（中村歩と共作）

HKT48
- 「キスの花びら」作曲編曲（中村歩と共作）

=LOVE
- 「とくべチュ、して」作曲（浦島健太と共作）編曲

KAT-TUN
- 「Flashback」作曲（浦島健太と共作）編曲

Snow Man
- 「HELLO HELLO」ストリングスアレンジ
- 「HELLO HELLO – Movie Ver.」ストリングスアレンジ

ラブライブ!サンシャイン!!（Aqours）
- 「Party! Party! PaPaPaParty!」作曲編曲（中村歩と共作）
- 「Love Spiral Tower」桜内梨子（CV.逢田梨香子）作曲編曲(中村歩と共作)

ラブライブ!虹ヶ咲学園スクールアイドル同好会
- 「夢への一歩」上原歩夢（CV.大西亜玖璃)編曲
- 「ドキピポ☆エモーション」天王寺璃奈（CV.田中ちえ美）作詞作曲編曲（NOVECHIKAと共作）
- 「オードリー」桜坂しずく（CV.前田佳織里)編曲
- 「やがてひとつの物語」桜坂しずく（CV.前田佳織里)編曲
- 「決意の光」三船栞子（CV.小泉萌香）作詞作曲編曲（中村歩と共作）
- 「ヤダ！」優木せつ菜（CV.楠木ともり）作曲(Akira Sunsetと共作),編曲
- 「Waku Waku! Monday Morning」作詞作曲編曲（菊池博人と共作）
- 「小悪魔LOVE♡」桜坂しずく（CV.前田佳織里）作詞作曲編曲（中村歩と共作）
- 「Request for U」宮下愛（CV.村上 奈津実）作詞作曲編曲（中村歩と共作）

ヴァンゆん
- 「ラ・ラ・ランデヴー!」作曲編曲（中村歩と共作）

むくえな
- 「エキストラ」作詞(むくえな、中村歩と共作)、作曲編曲（中村歩と共作）

遊助
- 「君と一緒にいたいから一生に一回」作曲(遊助,Akira Sunsetと共作),編曲

≒JOY
- 「スイートシックスティーン」作曲（中村歩と共作）

Girls²
- 「Party Time!」作詞作曲編曲(中村歩と共作)

MACO
- 「恋蛍」作曲（浦島健太と共作）編曲
- 「アマオト」編曲

當山みれい
- 「sayonara」作詞作曲編曲（當山みれい、Ryota Saitoと共作）

増田俊樹
- 「日常」作詞作曲編曲（中村歩と共作）

田村心
- 「君がいて欲しい」作曲編曲（Ryota Saitoと共作）

ZILLION
- 「Timeless」作詞作曲編曲(中村歩と共作)

GENIC
- 「来たる春」編曲

ANFiNY
- 「僕らの夢」編曲

天華百剣 -斬- キャラクターソング
- 「誰よりもそばに…」作曲（Akira Sunsetと共作）編曲
- 「Endless Summer 1899」作曲（Akira Sunsetと共作）編曲
- 「ちょこれいとSONG」作曲（Akira Sunsetと共作）編曲
- 「水着」作曲（Akira Sunsetと共作）編曲

BOYS AND MEN 研究生
- 「Alright!!」作詞作曲編曲（中村歩と共作）

Team Mercury From Zero PLANET
- 「Happy Happy Birthday!」編曲
- 「HONEY DEVIL」編曲

はんぶんこ
- 「Metamorphose」作曲編曲（中村歩と共作）
- 「Venus」作曲編曲（中村歩と共作）
- 「世界は青色だった」作曲編曲（中村歩と共作）
- 「Overtake」作曲編曲（中村歩と共作）
- 「Cinderella」作曲編曲（中村歩と共作）

RiO
- 「Luminous」作曲編曲（中村歩と共作）

上間江望
- 「キャッチライト」編曲

erica
- 「#公開告白 feat. 山猿」編曲
- 「飽きるほどに… feat. TEE」編曲
- 「どんなときもそばにいるよ」編曲
- 「告白10ヵ条」編曲
- 「恋の充電器」編曲
- 「君がいた」編曲
- 「遠距離恋愛をしている人へ」編曲
- 「大好きな人と失恋した人へ」編曲
- 「君へのメッセージ」編曲
- 「白い流れ星」編曲
- 「タテヨミ」編曲

ドリームパスポート
- 「Dream Flight」作曲(浦島健太と共作),編曲
- 「Everybody Jump!」作曲(浦島健太と共作),編曲
- 「夢限大」作曲(浦島健太と共作),編曲

Kicco
- 「君想う、雨」編曲

Prico
- 「キミのとなりにいたいから…」編曲

Task have Fun
- 「my Buddy!!!」作詞・作編曲（中村歩と共作）

## 主なライブ
- 2017年06月10日 - アコースティックワンマン企画 『コハクのお家へようこそ Vol.2』
- 2017年06月25日 - ポラロイズマリー『眩しい雨に溶ける』リリースツアー レコ発企画 - 東京編 -
- 2017年07月14日 - コハクノアカリTOUR2017『ファンファーレが響く頃』愛知公演
- 2017年07月15日 - コハクノアカリTOUR2017『ファンファーレが響く頃』大阪公演
- 2017年07月17日 - コハクノアカリTOUR2017『ファンファーレが響く頃』東京公演ツーマンライブ
- 2017年08月19日 - コハクノアカリTOUR2017『ファンファーレが響く頃』宮城公演
- 2017年09月23日 - コハクノアカリTOUR2017『ファンファーレが響く頃』新潟公演
- 2017年09月24日 - コハクノアカリTOUR2017『ファンファーレが響く頃』新潟公演2日目『いわむロックFESTIVAL2017』